# 2017年帕森綠地站爆炸案
英国夏令时2017年9月15日 8:20（07:20 UTC），英格兰伦敦一辆区域线列车在帕森绿地站发生爆炸。有30人在医院或急救中心接受治疗，其中多数被烧伤。首都警務機構将事件定性为“恐怖分子”袭击。

## 背景
案发前夕，英国多地遭受爆炸袭击、包括威斯敏斯特、曼彻斯特、伦敦和芬斯伯里公园。

## 袭击

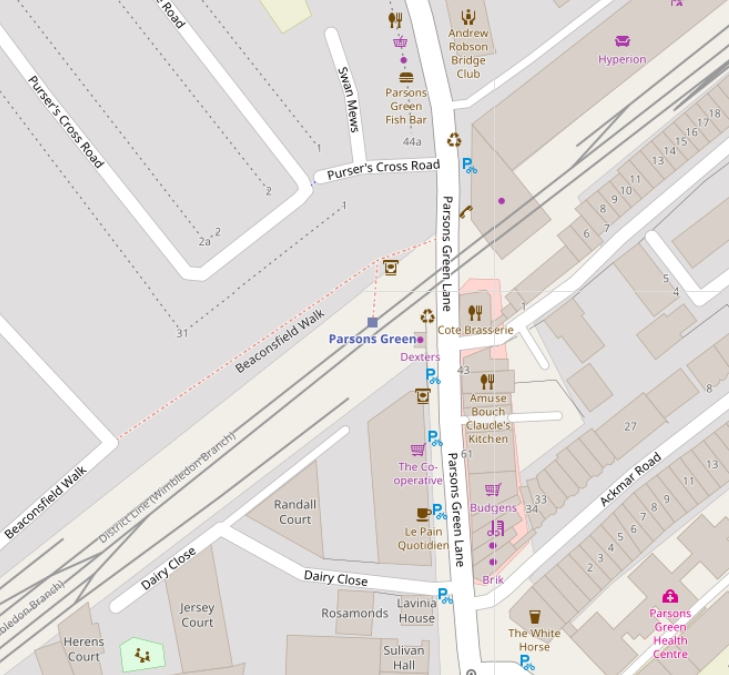
车站地图。

事发于西伦敦区域线帕森绿地站一辆东行列车上。目击者声称看到拥挤车厢的后部车厢有火球。多名乘客据报遭到闪光灼伤。其他人冲出现场时被挤伤。30人受伤需送往医院，其中19人由救护车转送，其余的自行前往。
爆炸装置遗留在一个白色塑料桶的购物袋中，暴露出电线和黑色布料，据说还连着计时器。安全部长本·华莱士表示炸弹装有三过氧化三丙酮（TATP）炸药，和伦敦七七爆炸案和2015年11月巴黎袭击事件中采用的炸药是同种。众所周知这种炸药很不稳定，在安装过程中可能会出现致命失误，这也是炸弹没完全爆炸的原因。国防部前反恐主管奇普·查普曼（Chip Chapman）表示：“这东西绝对没有正确运作，因为1盎司的TATP足以将车门炸开。”
亲伊斯兰国媒体阿马克新闻社声称伊斯兰国属下的部门策划了袭击。伦敦警察厅称这种声明“在这种氛围下十分常见......不管他们之前有没有聘请涉案个人。”9月17日，内政大臣安珀·路德表示没有证据表明伊斯兰国在袭击背后搞鬼，并补充称他们会尽力了解袭击者是如何受激进思想影响的。

## 调查
英国交通警察局主导调查袭击，伦敦警察厅表示，“数百名警探”参与调查，并发布通缉令缉捕一名（可能两名）嫌疑人。9月16日，肯特郡警察公布在多佛尔港以疑似恐怖罪逮捕一名18岁的男性伊拉克难民。警方疏散港区部分地带，同时检获多个物体。当天晚些时候，警方突袭并搜索萨里郡森伯里一处民宅，并在伦敦西部豪恩斯洛逮捕一名21岁男子，同时搜索了萨里郡斯坦威尔一间和袭击案有牵连的民居。后来据报该名21岁的男子是大马士革的叙利亚难民叶海亚·法罗卡（Yahyah Farroukh），他于2013年前后来到英国，而18岁男性是伊朗孤儿难民，案发前政府反极端分子部门曾提及该名18岁男子。根据法罗卡的Facebook主页，他自2013年起就读于西泰晤士学院。法罗卡和18岁的伊拉克人长于同一个寄养家庭，他们的房子就在警方在萨里郡搜索的房间中。
嫌犯依照反恐法案第41条被逮捕。法院延长了拘禁嫌犯的合法期限。
9月19日，第三名嫌疑人，25岁男子在威尔士南部的纽波特被逮捕，警方同时搜索了该市的一处地点  。

## 反应

### 国际反应
- 美国：美国总统唐纳德·特朗普在Twitter上发文：“伦敦再遭袭击，黑手是一名失败的恐怖分子。伦敦警察局早就盯上了这些变态疯子。必须主动出击！”。[30][31]他随后还宣传了自己一直在推动的旅行禁令。[32]特朗普的言论被英国首相特蕾莎·梅形容为“没有帮助”、“不准确的猜测”。[33]